# Trisopsis hyperici
Trisopsis hyperici är en tvåvingeart som beskrevs av Tavares 1919. Trisopsis hyperici ingår i släktet Trisopsis och familjen gallmyggor. Inga underarter finns listade i Catalogue of Life.